# Joaquim Trias i Pujol
Joaquim Trias i Pujol (Badalona, 1888- Barcelona, 1964) fue un reconocido médico español, hermano de Antoni Trias i Pujol. En una época de grandes avances en la cirugía contemporánea, gracias a la anestesia y a las ideas de Joseph Lister sobre la asepsia y la antisepsia, se introducen en España nuevas técnicas de la mano de Salvador Cardenal y de Miquel Fargas, que se atrevieron con las primeras laparotomías del país. Los hermanos Trias ocuparon un lugar central en los avances de la ciencia médica en Cataluña.

## Biografía
Joaquim Trias obtuvo la licenciatura en Medicina y Farmacia en 1910 y el doctorado en Madrid en 1911. Aquel mismo año se hizo médico militar y, como capitán militar en la guerra del Rif, adquirió una importante experiencia en cirugía de guerra. En 1916 vuelve, oposita y gana la cátedra de Anatomía Topográfica y Operaciones de la Universidad de Granada, una de las más importantes de España. En 1920, se traslada a Zaragoza y más adelante a Barcelona, donde será nombrado catedrático de Patología Quirúrgica en el reciente Hospital Clínico. Tanto en las lecciones como en las publicaciones demostró un especial interés por explicar las bases de la cirugía, sobre todo la anatomía quirúrgica y la fisiopatología.
Joaquim Trias tenía una gran capacidad analítica, tanto de fenómenos científicos como de las personas. Con su hermano Antoni Trias tenía muchos rasgos en común: sentido crítico, gusto por la inteligencia y la bondad y un fino humor. En cirugía, también tenían una actitud similar. Abandonando el hábito general de la inmediatez, optaron por una cirugía más meticulosa (por ejemplo, en la hemostasia y la manipulación) que mostró pronto su superioridad. Con palabras de Joaquim Trias: 

"el éxito del cirujano dependía más de ser respetuoso que no de ser brillante"

. Este rasgo definitorio hizo que se hablara de una escuela quirúrgica, y además, de ella surgieron pronto iniciativas fundamentales. 

### Sociedad Española de Cirugía Ortopédica y Traumatología
Con la mirada posada en las urgencias como necesidad ciudadana, quiso mejorar la práctica de la traumatología, hecho por cirujanos con bastante confusión de criterios. Viajó a Viena a ver Buhler, con Jimeno Vidal, y al volver organizó un servicio de urgencias reconocido por todas partes y un dispensario especializado. Es lógico que fuera el primer presidente de la Sociedad Española de Cirugía Ortopédica y Traumatología. Además, la experiencia de esta escuela del Clínico tuvo después una influencia primordial en el tratamiento de muchos heridos; porque la idea de tratar las fracturas abiertas como si fueran ya osteomielitis, con cuidado oclusiva de Orr, fue adaptada por los cirujanos del ejército republicano. Y, sistematizada y dada a conocer después por Josep Trueta, obtuvo un reconocimiento amplio durante la Segunda Guerra Mundial. Los hermanos Trias y Pujol, junto con Manuel Corachán, fundaron la Revista de Cirugía de Barcelona y el Boletín de la Sociedad de Cirugía para acoger un debate científico, y potenciaron la Academia de Ciencias Médicas de Cataluña y Baleares, de la cual fueran presidentes (Joaquim Trias fue presidente entre 1928 y 1930).
Una aportación fundamental la hicieron en una experiencia de reforma universitaria que encara hoy es motivo de estudio y de admiración: la primera Universidad Autónoma. Joaquim, desde su lugar de Decano (que ocupó durando nuevo años), y con Augusto Pi Suñer, ayudó a reconvertir la Facultad de Medicina. Abrieron las puertas a hombres eminentes que habían quedado al margen: Puig Sureda, Emilio Mira, Lluís Sayé, Ribas y Ribas, Manuel Corachán, Jacinto Raventós, Ignacio Barraquer y otros, y a la mayoría de centros (Santo Pau, Sagrado Coro). Se introdujo la contratación de profesores, los exámenes y clases por grupos de asignaturas, la priorización de la enseñanza práctica, el acceso de alumnos al claustro, bilingüismo, el debate abierto. Era un camino alentador que pronto subió el nivel docente y, siguiendo un modelo más anglosajón, emprendió una rica simbiosis entre universidad y sociedad.
Pero con su hermano Antoni formó parte del gran éxodo intelectual que siguió la pérdida de la guerra civil española por el bando republicano. Joaquim se exilió con 51 años en Francia, donde continuó operando hasta que las tropas alemanas  ocuparon todo el territorio. Entonces se exilió en Andorra, donde organizó la primera sala de operaciones a casa suya mismo. Volvió a España el 1947 a pesar de haberle arrebatado la cátedra y el servicio. El año 1948 fue a la prisión para negarse a transgredir el secreto profesional de un enfermo suyo, y no  salió hasta que el clamor de una campaña europea lo posó como ejemplo de valor cívico y de integridad moral. El 1954 lo contrataron por la cátedra de cirugía de Mendoza, en Argentina, donde reencontró la añorada vida universitaria.
Joaquim Trias murió en Barcelona en 1964. En homenaje a los hermanos Trias el principal centro hospitalario de Badalona lleva el nombre de Hospital Universitario Germans Trias i Pujol.